# Roland Daniels

Roland Daniels

Roland Daniels (* 19. Juni 1819 in Angelsdorf bei Köln; † 29. August 1855 in Angelsdorf) war deutscher Arzt und Mitglied des Bundes der Kommunisten.

## Leben
Roland Daniels, Sohn des preußischen Landgerichtsrats Adam Joseph Daniels († 1820) und seiner Frau Maria Christina Frentz († 1842), besuchte von 1828 bis 1838 mit Heinrich Bürgers und Johann Jakob Klein in Köln das Katholische Gymnasium an Marzellen in Köln. Nach den öffentlichen Prüfungen vom 14. und 15. September 1838 erhielt er sein Abitur. Von 3. November 1838 bis zum Sommersemester 1842 studierte er in Bonn zuerst Philosophie und dann Medizin und wurde dort 1839 Mitglied des Corps Hansea I.
Er besuchte u. a. bei Christian Friedrich Nasse die Vorlesung über Anthropologie. Die beiden nächsten Semester studierte er in Berlin Medizin und wohnte dort Marienstraße 1 c. Nachdem er im Sommersemester 1842 das Fakultätsexamen abgelegt hatte, promovierte er am 24. August 1842 zum Dr. med. In Berlin hatte er auch Johannes Peter Müller gehört und dessen Buch „Handbuch der Physiologie  des Menschen“ gelesen. Am 11. August 1843 legte er sein medizinisches Staatsexamen vor dem Ministerium für Geistliche-, Unterrichts- und Medicinalangelegenheiten ab.
Als sich Daniels 1844 in Paris aufhielt, lernte er Karl Marx und dessen Frau Jenny kennen. Wieder in Köln, wurde er von Joseph Weydemeyer aufgefordert ein Kommunistisches Korrespondenz-Komitee zu gründen. Dem gehörten nur Heinrich Bürgers und Carl d’Ester und er an. Nachdem Daniels in Koblenz im September 1847 ein zusätzliches Examen als Geburtshelfer abgelegt hatte, konnte er als Armenarzt praktizieren. Während der großen Choleraepidemie von Juli bis November 1849 war er unermüdlich für die Kranken tätig.
Roland Daniels war seit 10. Mai 1848 mit Amalie Müller (* 22. Januar 1820; † 3. Oktober 1895), der Tochter von Franz Joseph Müller (* 1786; † 1859), dem Kölner Gerichtspräsidenten, verheiratet. Aus der Ehe gingen die Söhne Franz Georg Hubert Roland (* 25. Dezember 1849; † 1875) und Roland jr. (* 25. Mai 1851; † 1900) hervor.
Im Juli 1847 widmete Marx Daniels sein Buch Misère de la philosophie. Réponse a la philosophie de la misère de M. Proudhon. Als Mitglied des Bundes der Kommunisten unterstützte er Marx 1848/49 bei der Verbreitung der Neuen Rheinische Zeitung. Daniels war auch einer „der Wahlmänner der Stadt Köln für die Wahl der Abgeordneten zur zweiten Kammer“ für den „45. Bezirk“. Nachdem Marx aus Preußen ausgewiesen wurde, sicherte Daniels die Bibliothek von Karl Marx, indem er sie im Weinkeller seines Bruders Franz Joseph Daniels (* 1816; † 1865) versteckte. Er gehörte zu denjenigen Kölner Kommunisten, die 1849 die Reorganisation des Bundes betrieben. Als Marx die Neue Rheinische Zeitung. Politisch-ökonomische Revue 1850 herausgab, unterstützte Daniels ihn. Im September 1850 wurde Daniels Mitglied der nach Köln verlegten Zentralbehörde des Bundes der Kommunisten. Am 13. Juni 1851 wurde Daniels verhaftet und bis zum Prozessende unter unwürdigen Bedingungen inhaftiert. Er war einer der Hauptangeklagten im Kölner Kommunistenprozess, der vom 4. Oktober bis 12. November 1852 dauerte. Daniels wurde freigesprochen. Durch die Haft stark in seiner Gesundheit geschwächt, starb Daniels am 29. August 1855 in seinem Geburtsort.
Marx hielt lebenslangen Kontakt mit der Witwe und deren Sohn. So schickte Marx an Amalie Daniels seine Fotografie von Friedrich Karl Wunder mit der Widmung: „Frau Dr. Daniels von ihrem alten Freunde Karl Marx London. 25. Jan. 1870“ und an Roland Daniels junior schickte Marx, schon sehr krank, seine Fotografie von John Mayall mit der Widmung: „Herrn Roland Daniels mit freundschaftlichem Gruß. Karl Marx, 31. December, 1881. Ventnor (Isle of Wight)“.

## Der Kommunistenprozess zu Köln 1852

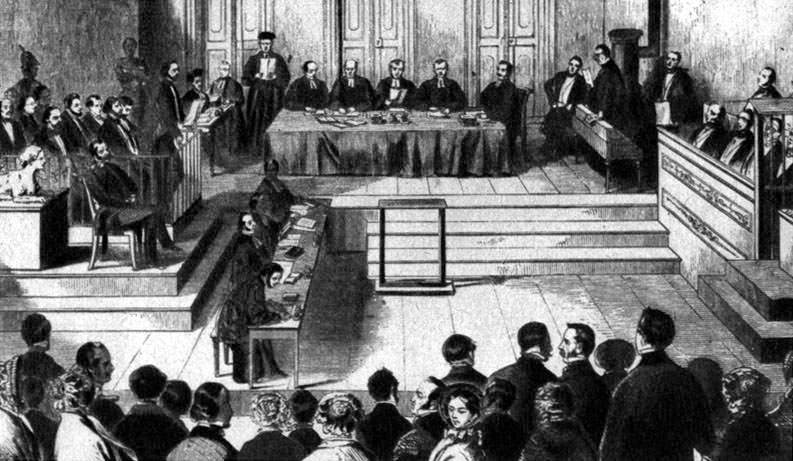
Kölner Kommunistenprozess von 1852. Links die elf Angeklagten mit ihren Verteidigern (darunter Roland Daniels), in der Mitte das Gericht mit Assisenpräsident Göbel, den Landgerichts - Kammerpräsidenten Oedenkoven und Dr. Kehrmann, den Oberprokurator Dr. von Seckendorff (stehend?), den Staatsprokurator Otto Saedt und rechts die sieben Geschworenen. Aus: Leipziger Illustrirte Zeitung Nr. 19, 1852, S. 32.

Am 10. Mai 1851 wurde der Schneider Peter Nothjung als Emmisär des Kommunistenbundes in Leipzig während der Leipziger Messe verhaftet. Durch die bei Notjung vorgefundenen Papiere wurde am 16. Juni 1851 bei Daniels eine Hausdurchsuchung gemacht und er verhaftet. Am 8. November endete die Voruntersuchung und die Ratskammer des Königlichen Landgerichts Köln klagte zehn Personen, darunter an sechster Stelle: Roland Daniels, 31 Jahre, geboren zu Angelsdorf, Dr. medicinae, in Köln wohnhaft, groß 5 Fuß, 9 Zoll, mit schwarzbraunen Haaren, hoher Stirn, braunen Augen, gewöhnlicher Nase und Mund, braunem Barte, ovalem Kinn und schlanker Statur an nach Artikel 87 und 89 des Rheinischenstrafgesetzbuches und §§ 61 Nr. 2 und 63 des Strafgesetzbuches der preußischen Staaten. Am 27. Juli 1852 berichtet die Kölnische Zeitung, dass der Prozess vertagt wird. Schließlich wird am 4. Oktober der Prozess eröffnet. Alle Angeklagten werden beschuldigt im Laufe der Jahre 1848, 1849, 1850 und 1851 zu Köln ein Komplott gestiftet zu haben, dessen Zweck es war, die Staatsverfassung umzustürzen und die Bürger und Einwohner gegen die königliche Gewalt und gegeneinander zur Erregung eines Bürgerkrieges zu bewaffnen. Auf der neunten Sitzung am 14. Oktober wird Daniels verhört. Er bestreitet ebenfalls, Mitglied des Bundes gewesen zu sein. Im Jahre 1843 oder 1844 habe er sich zur Vollendung seiner Studien eine Zeitlang in Paris aufgehalten, daselbst Umgang mit Marx gepflogen (…). Dagegen habe er, als er gelegentlich von Roeser ersucht worden sein, sich bereit erklärt, denjenigen, die es wünschten, in seiner Wohnung Vorträge über Physiologie zu halten. (…) das Bruchstück der Märzansprache habe er auf Ersuchen von Roeser, der es ihm gebracht, geschrieben. Er habe in der Ansprache den Stil von Marx und dessen Darstellungsweise politischer Verhältnisse wiedererkannt. Wilhelm Stieber berichtet u. a. über Aussagen von Hermann Wilhelm Haupt, das Daniels Bundes Mitglied gewesen sein. Am 26. Oktober, während der 17. Sitzung wird ein Brief von Jenny und Karl Marx an Amalie Daniels verlesen, er bei einer Haussuchung am 5. Februar 1852 gefunden wurde. Während der 19. Sitzung vom 28. Oktober wird Daniels von seinem früheren Bonner Professor Otto Fischer als „Schutzzeuge“ entlastet, aber eine Entlastungsaussage von Amalie Daniels verhindert. Daniels wird durch den Advokaten Esser I,
der ihn und Albert Erhard vertritt, verteidigt. Daniels wurde im Urteil von 12. November 1852 für nicht schuldig erklärt und freigelassen.

## Zitate
„Meine liebe Frau Daniels, Es ist mir unmöglich, den Schmerz zu schildern, womit mich die Nachricht von dem Hinscheiden des theuren, unvergeßlichen Roland erfüllt hat. (…) Es war eine delikate, feinorganisirte, durchaus edle Natur – Charakter, Talent und ästhetische Erscheinung in seltenem Einklag. Daniels mitten unter den Kölnern erschien mir stets wie eine griechische Götterstatue, die ein launiger Zufall unter einen Haufen von Hottentotten geworfen habe. Sein frühes Hinscheiden ist nicht nur ein unersetzlicher Verlust für seine Familie und seine Freunde, sondern auch für die Wissenschaft, der er die schönsten Leistungen versprach, und für die grosse leidende Masse der Menschheit, die in ihm einen treuen Vorkämpfer besaß. (…) Hoffentlich werden die Verhältnisse einmal gestatten, an den Schuldigen, die seine Laufbahn abgekürzt haben, ernstere Rache zu nehmen als die eines Nekrologs .“

## Werke
- De epilepsiae symptomatibus, causis et diagnosi. Berlin 1842. (Med. Diss. 24. August 1842)
- Vorwort. In: François Villegardelle: Vereinigung der Interessen in der Association mit Anwendung auf die Bedürfnisse des Gemeindelebens.[24] Köln 1850[25]
- Roland Daniels: Mikrokosmos. Entwurf einer physiologischen Anthropologie. (= Philosophie und Geschichte der Wissenschaften. Band 1). Hrsg. von Helmut Elsner. Mit Annotationen u. Beiträgen von Johanna Bleker, Helmut Elsner, Reinhard Mocek und Hans Jörg Sandkühler. Lang, Frankfurt am Main / Bern / New York / Paris 1988, ISBN 3-8204-5525-6, S. 183.

## Nachlass
Der Nachlass befindet sich im RGASPI, Moskau, dem IISG, Amsterdam und im Karl-Marx-Haus, Trier. Der Trierer Nachlass wurde 1971 von Frau Dr. Marianne Daniels dem Karl-Marx-Haus überlassen.
- zwanzig Briefe Roland Daniels an Karl Marx[26][27][28][29][30] und fünf Briefe Karl Marx an Roland Daniels[31]
- drei Briefe Amalie Daniels an Karl Marx[32] und vier Briefe Karl Marx an Amalie Daniels[33][34][35][36]
- zwei Briefe von Amalie Daniels an Jenny Marx[37]
- drei Briefe Roland Daniels jun. an Karl Marx[38] und zwei Briefe Karl Marx an Roland Daniels jun.[39]
- ein Brief von Jenny und Karl Marx an Amalie Daniels[40]
- ein Brief von Heinrich Bürger an Roland Daniels[41]
- drei Briefe Roland Daniels und Heinrich Bürgers an Karl Marx[42]
- ein Brief von Roland Daniels an Wilhelm Wolff[43]
- (Roland Daniels unter Mitwirkung von Karl Marx und Friedrich Engels): Valentin Hansen: Aktenmäßige Darstellung wunderbarer Heilungen welche bei der Ausstellung des h. Rockes zu Trier im Jahre 1844 sich ereignet. Nach authentischen Urkunden, die von dem Verfasser theils selbst an Ort und Stelle aufgenommen, theils ihm direkt durch die H. Pfarrer, Aerzte usw. eingeschickt, großentheils aber dem Hochw. Bischofe Herrn Dr. Arnoldi eingereicht, und von diesem dem Verfasser zur Benutzung behufs der Herausgabe übergeben wurden, geordnet und zusammengetragen, auch mit medizinischen Bemerkungen begleitet. Gall, Trier 1845[44]
- Mikrokosmus. Entwurf einer physiologischen Anthropologie[45]
- (Katalog von Karl Marx’s Bibliothek 1850)[46]